# Petrus Erici
För andra betydelser, se Petrus Erici (olika betydelser).
Petrus Erici, även kallad Petrus Petrosa, född senast 1580 i Österbotten, död 26 april 1606 i Örebro. Han kallas ibland i litteraturen av oklara orsaker även Romanovitz.
Petrus Erici studerade i Stockholm och Uppsala i början av 1590-talet och därefter från 1594 vid det katolska Seminarium pontificium i Braunsberg (nu Braniewo) i Ostpreussen. Han fortsatte 1598 studierna vid Seminarium pontificium i Vilnius.
Efter att sedan ha tjänstgjort som skolmästare i Oslo samt besökt Italien och andra länder återkom han till Sverige och uppträdde 1604 som tjänsteman i Karl IX:s kansli.
Hösten 1604 sändes han till Rudolf II som brevbärare, men begav sig – enligt Karl IX:s utsago på eget bevåg – från Prag till Polen. Hans förehavanden där är inte utredda, men han tros ha lagt fram ett förslag till fredlig uppgörelse mellan Karl IX och Sigismund.
I samband med ett frieri 1605 begick han misstaget att avslöja för den utvalda damen att han "i själ och hjärta" var katolik. Hon anmälde honom till myndigheterna och Petrus Erici anhölls misstänkt för landsförräderi efter att "komprometterande dokument" hittats vid husrannsakan hos honom. Han ställdes inför domstol i Stockholm i december 1605. Därefter fördes han till Örebro, där ett ständermöte samlades i mars 1606 (Se vidare Riksdagen år 1606), och Petrus Erici dömdes till döden och avrättades den 26 april 1606. Avrättningen var osedvanligt brutal; Petrus Ericis armar och ben krossades, varefter hans hjärta skars ur med kniv och trycktes in i hans mun.
Anklagelser att han skulle försökt mörda Karl IX tros vara grundlösa. Det är snarare så att avrättningen var ett försök att blidka en upprörd allmoge efter den katastrofala förlusten i slaget vid Kirkholm. Karl IX behövde en fiende som kunde fungera som en avledare av missnöjet och Petrus Erici passade väl in i den rollen.